# Afonso de Azevedo Évora
Afonso de Azevedo Évora (Rio de Janeiro, 26 agosto 1918 – Petrópolis, 2 agosto 2008) è stato un cestista brasiliano.

## Carriera
Con il Brasile ha disputato i Giochi olimpici di Londra 1948.